# Zaviralec TNF-alfa
Zaviralci TNF-alfa (zaviralci dejavnika tumorske nekroze alfa) so skupina bioloških zdravil (monoklonskih protiteles ali topnih receptorjev), ki vežejo TNF-alfa in ga s tem inaktivirajo. Mednje sodijo adalimumab, certolizumab pegol, etanercept, golimumab, infliksimab. Inaktivirajo  dejavnik tumorske nekroze alfa (TNf-α), ki ima pomembno vlogo v patogenezi vnetnih bolezni in je najpomembnejši citokin, ki spodbuja vnetje. Uporabljajo se za zdravljenje nekaterih avtoimunskih bolezni, na primer revmatoidnega artritisa in drugih revmatičnih bolezni, crohnove bolezni, luskavice ... Med neželenimi učinki, ki se lahko pojavijo ob zdravljenju z zaviralci TNF-alfa, so okužbe (na primer reaktivacija tuberkuloze), reakcije na mestu vboda, infuzijska reakcija, pojav rakavih bolezni, spremembe v krvni sliki in sindromi, podobni avtoimunskim boleznim.

## Klinična uporaba
Zaviralci TNF-alfa se uporabljajo za zdravljenje nekaterih avtoimunskih bolezni, na primer revmatoidnega artritisa in drugih revmatičnih bolezni, crohnove bolezni, luskavice ...
V Evropski uniji in s tem tudi v Sloveniji ima dovoljenje za promet pet zdravil iz te skupine (adalimumab, infliksimab, etanercept, certolizumab pegol in golimumab) in se uporabljajo za naslednje indikacije:
- adalimumab[7]
  - revmatoidni artritis
  - ankilozirajoči spondilitis
  - psoriatični artritis
  - juvenilni idiopatski artritis
  - luskavica
  - hidradenitis suppurativa (HS)
  - crohnova bolezen
  - ulcerozni kolitis
  - uveitis

- infliksimab[8]
  - revmatoidni artritis
  - ankilozirajoči spondilitis
  - psoriatični artritis
  - luskavica
  - crohnova bolezen
  - ulcerozni kolitis
- etanercept[9]
  - revmatoidni artritis
  - ankilozirajoči spondilitis
  - psoriatični artritis
  - juvenilni idiopatski artritis
  - luskavica v plakih
- certolizumab pegol[10]
  - revmatoidni artritis
  - ankilozirajoči spondilitis
  - psoriatični artritis
  - luskavica v plakih
- golimumab[11]
  - revmatoidni artritis
  - juvenilni idiopatski artritis
  - ankilozirajoči spondilitis
  - psoriatični artritis
  - ulcerozni kolitis

## Mehanizem delovanja
Dejavnik tumorske nekroze alfa (TNf-α) ima pomembno vlogo v patogenezi vnetnih bolezni in je najpomembnejši citokin, ki spodbuja vnetje. Zaviralci TNF-alfa zavrejo delovanje tega dejavnika, ki je vpleten v številne sistemske in kožne avtoimunske bolezni.

## Neželeni učinki
Med neželenimi učinki, ki se lahko pojavijo ob zdravljenju z zaviralci TNF-alfa, so okužbe (na primer reaktivacija tuberkuloze), reakcije na mestu vboda, infuzijska reakcija, pojav rakavih bolezni, spremembe v krvni sliki in sindromi, podobni avtoimunskim boleznim.
Za okužbe so bolniki, ki prejemajo zaviralec TNF-alfa, dovzetnejši zaradi zaviranja imunskega sistema. Zdravljenje z zaviralci TNF alfa je na primer povezano z
zvečanim tveganjem za reaktivacijo latentne tuberkuloze. Pred uporabo teh zdravil je vedno treba pri bolniku opraviti presejalne teste za tuberkulozo in po potrebi pred začetkom zdravljenja uvesti tudi ustrezno kemoprofilakso tuberkuloze. Tveganje za pojav tuberkuloze pri osebah, zdravljenih z zaviralci TNF-alfa, je odvisno od vrste in trajanja zdravljenja, izpostavljenosti povzročitelju ter sočasnega prejemanja drugih imunosupresivnih zdravil (npr. glukokortikoidi), v povprečju pa je tveganje za okužbo povečano za 25 %.
Nekoliko je zvečano tveganje za vznik nemelanomskega raka kože, podatki o zvečanju tveganja za maligni melanom pa so dvoumni, zato je potrebna ustrezna preventiva in spremljanje. Glede na poznane podatke tveganje za pojav čvrstih tumorjev ob zdravljenju z biološkimi zdravili ni zvečano. Sum na zvečano tveganje za vznik limfoma pri zdravljenju revmatoidnega artritisa z zaviralci TNF-alfa ni bil potrjen.